# Kent Group National Park
Kent Group National Park – park narodowy położony na archipelagu wysp Kent Group w Cieśninie Bassa; w granicach administracyjnych obszaru samorządu lokalnego Flinders Council. 

## Położenie
Park narodowy Kent Group został utworzony w 2002 roku na mocy ustawy National Parks and Wildlife Act 1970 w celu ochrony ekosystemu wysp i otaczających wód oraz dziedzictwa kulturowego. Park narodowy obejmuje swoim zasięgiem archipelag wysp Kent Group, który składa się z sześciu wysp, położonych w Cieśninie Bassa, która oddziela Tasmanię od Australii. Park narodowy położony jest około 55 km na północny zachód od Wyspy Flindersa i w mniej więcej w takiej samej odległości na południe od półwyspu Wilsons Promontory (Wiktoria).

## Flora i fauna
Na terenie parku narodowego występuje roślinność typowa dla wysp położonych we wschodniej części Cieśniny Bassa. Dominującą formacją rośliną na terenie parku narodowego są tereny trawiaste, tzw. tussock.  Ponadto na archipelagu występują gatunki roślin zaliczane do kilku rodzin; m.in.: Allocasuarina verticillata z rodziny rzewniowatych oraz Eucalyptus nitida i Leptospermum laevigatum z rodziny mirtowatych. Flora parku narodowego tworzy tzw. ekoton – ekosystem przejściowy pomiędzy roślinnością kontynentu australijskiego a Tasmanią. 
Obszar parku narodowego ma istotne znaczenie dla ssaków morskich (ssaki z kladu płetwonogich) jako miejsce rozrodu. Ponadto na wyspach występuje wiele gatunków ptaków morskich, m.in.: nurzec czarnoskrzydły, petrelek krótkodzioby, burzyk cienkodzioby, pingwin mały i ostrygojad australijski. Wśród ssaków lądowych występują torbacze z rodziny dydelfowatych, jamrajowatych i kanguroszczurowatych.

## Dziedzictwo kulturowe
Na wyspach archipelagu wysp Kent Group zostały odkryte ślady działalności Aborygenów sprzed 8 do 13 tys. lat temu. W XIX wieku na archipelagu pozyskiwano futra z fok. Ponadto w 1848 roku wybudowano tu latarnię morską Deal Island Lighthouse, która została wpisana na listę krajowego (The Register of the National Estate) i stanowego (The Tasmanian Heritage Register) dziedzictwa kulturowego. Archipelag wysp był zamieszkały do 1992 roku.